# Antoine-Élisabeth-Cléophas Dareste de la Chavanne
Antoine-Élisabeth-Cléophas Dareste de la Chavanne, född 28 oktober 1820, död 6 augusti 1882, var en fransk historiker. Han var bror till Rodolphe-Madeleine Cleophas Dareste de la Chavanne.
Dareste de la Chavanne var professor i historia i Lyon och Nancy, och en ivrig klerikal. Bland hans arbeten märks Histoire de l'administration en France depuis le règne de Philippe Auguste (2 band, 1848), Histoire des classes agricoles en France depuis Saint Louis jusqu'à Louis XVI (1854), Histoire de France  (9 band, 3:e upplagan 1884-85), Histoire de la restauration (2 band, 1879).